# 왈리 (칭호)
왈리(아랍어: والي Wālī[*])는 이슬람 세계에서 특정한 행정 구역을 다스리는 지방관에게 주어지던 직책으로, 라시둔 칼리파국, 우마이야 칼리파국, 아바스 칼리파국, 오스만 제국 등에서 쓰였다. 아랍이나 이슬람 문화권에서 현재도 사용되는 곳이 있다. 이들이 다스리는 구역을 윌라야(아랍어: وَلاية), 오스만식으로는 빌라예트(Vilayet)라 하였다.

## 같이 보기
- 지사
- 총독
- 파샤